# Jaebetz
Jaebetz ist ein Dorf im Südwesten des Landkreises Mecklenburgische Seenplatte in Mecklenburg-Vorpommern. Seit dem 1. Januar 2010 ist die ehemals selbständige Gemeinde ein Ortsteil von Fincken.

## Geografie

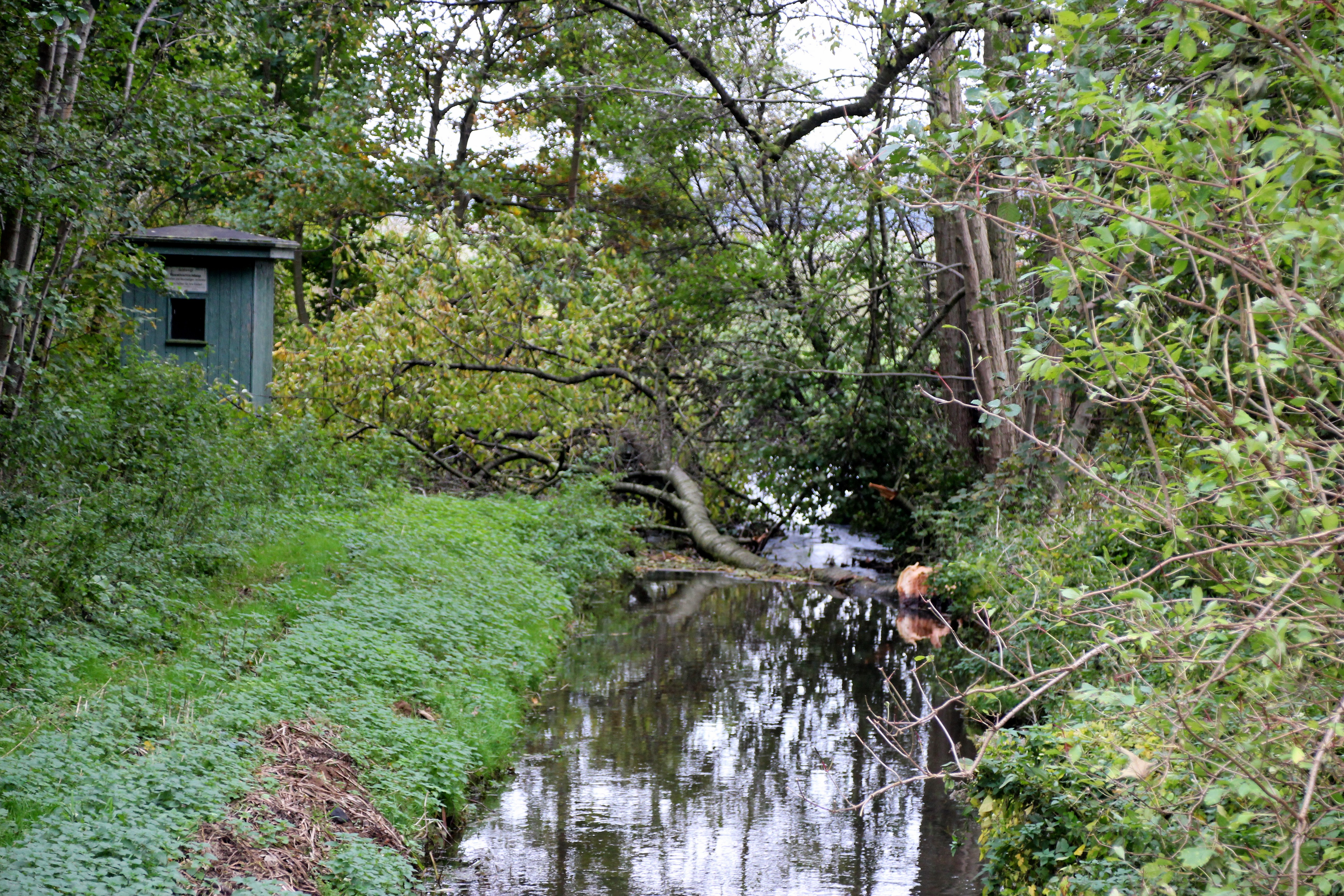
Die Dosse in Jaebetz

Jaebetz liegt am Rande der Mecklenburgischen Seenplatte, direkt an der Landesgrenze zu Brandenburg, die hier durch den Fluss Dosse markiert wird. Das Dosse-Quellgebiet nahe Jaebetz wird vom Elde-Quellgebiet (Nachbargemeinde Altenhof) nur durch einen schmalen Endmoränenbogen getrennt, der etwa 105 m ü. NN erreicht. Die Stadt Röbel/Müritz ist etwa 20 Kilometer entfernt, die brandenburgische Stadt Meyenburg elf Kilometer.
Zur ehemaligen Gemeinde Jaebetz gehörten die Ortsteile Dammwolde, Fichtental und Marienhof.

## Geschichte
Das Wort Jaebetz entstammt dem Hebräischen. Es „bedeutet nach dem Hebräischen ‚Gott‘ und ‚Schmerz‘, eine Bezeichnung, die an Gottes Wort ‚mit Schmerzen geboren‘ erinnern soll.“ Als ältester Teil der ehemaligen Gemeinde taucht Dammwolde 1332 erstmals in einer Urkunde auf. Jaebetz selbst ist eine Gründung aus der zweiten Hälfte des 18. Jahrhunderts.
Die Dammwolder Fachwerkkirche wurde 1736 errichtet.
Das Dorf wird traditionell von der Landwirtschaft geprägt. Neben einer Agrar-Genossenschaft arbeiten einige Unternehmen im Nebenerwerb (Hähnchenmast). In den letzten Jahren wurden in Jaebetz neue Eigenheime gebaut.
Mit Wirkung vom 1. Januar 2010 wurde die Gemeinde Jaebetz nach Fincken eingemeindet. Letzter Bürgermeister war Gerald Schmidt.

## Verkehr

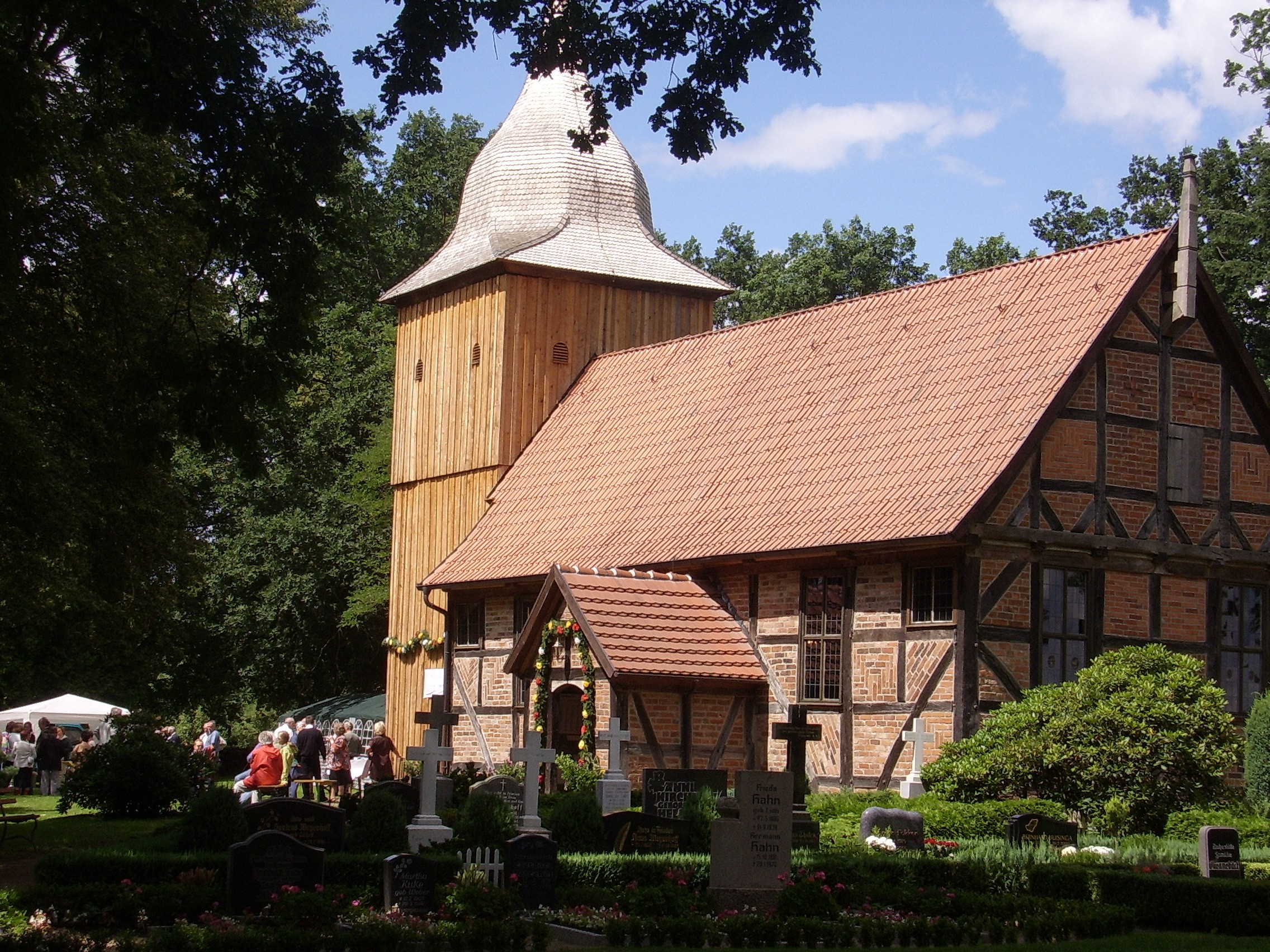
Fachwerkkirche in Dammwolde

Jaebetz liegt abseits der überregionalen Straßenverbindungen. Von Jaebetz aus führen Verbindungsstraßen nach Meyenburg und Wittstock/Dosse sowie in die umliegenden mecklenburgischen Städte Malchow, Plau am See und Röbel/Müritz. Die Landstraße 206 führt zur B 198. Die Autobahn-Anschlussstelle Röbel an der A 19 (Berlin–Rostock) ist elf Kilometer entfernt. Der nächste Bahnhof befindet sich in Meyenburg.

## Belege
1. ↑  Amt Röbel-Müritz: Geschichte von Jaebetz, gesehen am 25. September 2009.
2. ↑  StBA: Gebietsänderungen vom 01. Januar bis 31. Dezember 2010